# Prêmio Pesquisa Carl Zeiss
O Prêmio Pesquisa Carl Zeiss (em alemão:  Carl-Zeiss-Forschungspreis) é um prêmio internacional para trabalhos de destaque na área da pesquisa em óptica.
O prêmio é concedido bianualmente, em alternância com o Prêmio Pesquisa Otto Schott por trabalhos de destaque em pesquisa do vidro. É dotado com 25 mil Euros. Foi legalmente instituído em 1987.

## Recipientes
- 1990
  - Philippe Grangier de Orsay
  - James R. Taylor de Londres
  - Norbert Streibl de Erlangen
- 1992
  - Ahmed Zewail de Pasadena
  - Yoshihisa Yamamoto de Tóquio
- 1994
  - Heinrich Bräuninger de Garching
  - Bernd Aschenbach de Garching
- 1996
  - Eric Allin Cornell de Boulder
  - Dieter Pohl de Zürich
- 1998
  - Ursula Keller de Zurique
  - Ferenc Krausz de Viena
- 2000
  - Ursula Schmidt-Erfurth de Lübeck
  - Shuji Nakamura de Santa Barbara
- 2002
  - Stefan Hell
- 2004
  - Mark Kasevich da Universidade Stanford
- 2006
  - Kurt Busch do Institut für Theoretische Festkörperphysik da Universidade de Karlsruhe
  - Martin Wegener do Institut für Angewandte Physik da Universidade de Karlsruhe
- 2007
  - Jun Ye do National Institute of Standards and Technology Universidade do Colorado em Boulder
- 2009
  - Rainer Blatt da Universidade de Innsbruck
  - Juan Ignacio Cirac Sasturain do Max-Planck-Institut für Quantenoptik em Garching bei München
- 2011
  - James G. Fujimoto do Instituto de Tecnologia de Massachusetts em Cambridge, Massachusetts
- 2013
  - Anne L’Huillier da Universidade de Lund